# William Birdwood, I barone Birdwood
William Riddell Birdwood, I barone Birdwood (Khadki, 13 settembre 1865 – Londra, 17 maggio 1951) è stato un generale britannico.

## Biografia

### La carriera militare
Birdwood nacque a Khadki, in India, e venne educato in Inghilterra al Clifton College di Bristol.
Dopo aver frequentato il Royal Military College, Sandhurst, egli iniziò la sua carriera militare nella fanteria nelle file dei Royal Scots Fusiliers per poi essere trasferito in un reggimento di cavalleria del British Indian Army. In India tra il 1885 ed il 1899 egli prestò servizio nel 12th Lancers e nel Bengal Lancers, partecipò ad azioni nella Frontiera nord-occidentale e venne nominato aiutante della Viceroy's Bodyguard, presso la base del reggimento a Dehradun. Nel 1894 si sposò e venne promosso Capitano nel 1896.
Dal 1899 al 1902, durante la Seconda guerra boera, Birdwood prestò servizio come segretario militare nello staff del generale lord Kitchener, iniziando una stretta collaborazione che continuò in India mentre Kitchener era Comandante in Capo per l'India. Durante la guerra egli venne menzionato nei dispacci ufficiali cinque volte. Nel 1908 ottenne il comando della Kohat Brigade sulla frontiera nord-occidentale.
Egli detenne dunque il posto di Quartiermastro Generale in India e venne promosso al rango di Maggiore Generale nel 1911. Dal 1912 sino allo scoppio della prima guerra mondiale, Birdwood fu Segretario dell'Indian Army Department e membro del Consiglio Legislativo del Governatore Generale.

#### La campagna di Gallipoli

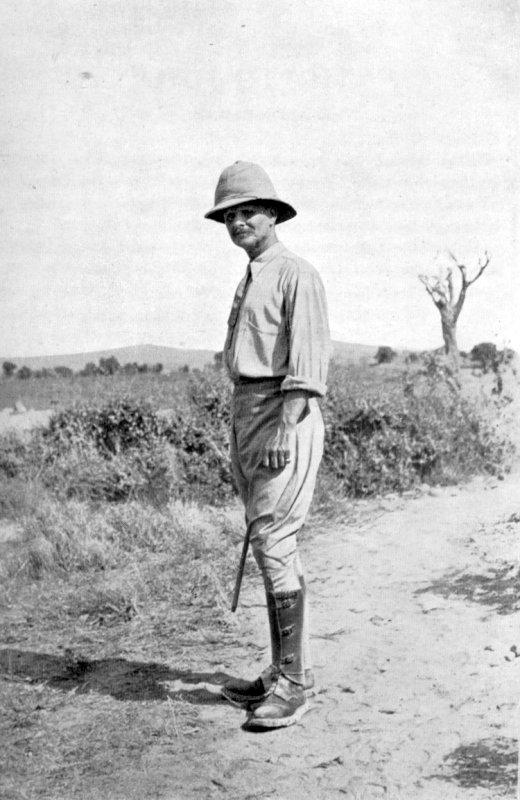
Il generale Birdwood nel 1915

Nel novembre del 1914, Birdwood ottenne istruzioni da lord Kitchener di costituire un corpo d'armata per le truppe australiane e neozelandesi che erano impegnate in Egitto prima di spostarsi sul fronte occidentale. Questo Australian and New Zealand Army Corps venne utilizzato nella campagna per la presa della penisola di Gallipoli il 25 aprile 1915.
Sotto la leadership di Birdwood, i soldati del corpo mostrarono grande coraggio e perduranza ma sbarcarono sulla spiaggia errata ed erano troppo mal equipaggiati per superare gli ostacoli che gli si ponevano di fronte. L'ANZAC rimase perlopiù fermo durante tutto il periodo della campagna ad eccezione della Battaglia di Sari Bair nell'agosto del 1915.
Uno dei successi maggiori della campagna fu, a partire dal dicembre del 1915, l'evacuazione delle forze inglesi prima della reazione turca. Ad ogni modo, Birdwood fu l'unico comandante di corpo d'armata ad opporsi all'abbandono di Gallipoli. Durante le ultime fasi della campagna, a seguito delle dimissioni da comandante in capo, il generale Sir Ian Hamilton, Birdwood ottenne per breve tempo il comando della Mediterranean Expeditionary Force che era ora responsabile anche del fronte su Salonicco (Birdwood era già stato considerato utile a questa carica quando il corpo venne formato ma dal momento che il comandante del contingente francese gli era superiore in grado, Hamilton venne nominato al suo posto).
Birdwood venne promosso Tenente Generale il 28 ottobre 1915. Il 19 novembre 1915egli ottenne il comando dell'Armata dei Dardanelli, che conteneva l'ANZAC ed il VIII Corps britannico a Helles ed il IX Corps britannico a Suvla. Mentre Birdwood era impegnato nella guida dell'Armata dei Dardanelli, il comando dell'ANZAC passò al generale Alexander Godley, comandante della New Zealand and Australian Division e capo del New Zealand Expeditionary Force.
All'inizio del 1916 i contingenti australiani e neozelandesi, di nuovo in Egitto, sottostarono alla riorganizzazione per incorporare nuove unità e rifornimenti accumulati durante il 1915. L'ANZAC venne sciolto e rimpiazzato da due corpi distinti, il I Anzac Corps ed il II Anzac Corps e Birdwood venne posto al comando del II Anzac. Birdwood assunse anche il comando dell'AIF, incarico originariamente detenuto dal Maggiore Generale Sir William Bridges che venne ucciso a Gallipoli.

#### Il fronte occidentale
Quando il I Anzac Corps divenne il primo a partire alla volta della Francia, Birdwood, come comandante anziano del corpo, prese il comando delle operazioni, scalzando il generale Godley che ottenne il comando del II Anzac Corps. In Francia, quando il I Anzac prese parte alla Battaglia della Somme, Birdwood venne bypassato dal generale Hubert Gough, che direttamente influenzò l'utilizzo delle divisioni australiane.
Birdwood venne promosso generale il 23 ottobre 1917, ma rimase a comandare un corpo d'armata sebbene normalmente un generale detenesse il comando di un'armata intera. Ad ogni modo, nel novembre di quell'anno, cinque divisioni australiane vennero combinate a formare un solo corpo, l'Australian Corps, al comando di Birdwood. Questo corpo era il più grande presente sul fronte occidentale. Birdwood ottenne quindi il comando della British Fifth Army il 31 maggio 1918, col comando dell'Australian Corps passato al Tenente Generale John Monash. Birdwood rimase in comando della Fifth Army sino al 30 novembre 1918.

### Dopo la guerra
Birdwood ottenne il titolo di "Sir" nel 1914 e nel 1919, a guerra conclusa, ottenne quello di Barone.
L'anno successivo, egli si dedicò a un tour in Australia ove venne acclamato a furor di popolo e nel febbraio 1920 pose la prima pietra dell'arco della vittoria a Ballarat.
Egli comandò la Northern Army in India sino al 1925, quando venne promosso al grado di Feldmaresciallo e nominato Comandante in Capo del British Indian Army, ove rimase sino al 1930.
Dopo aver lasciato il servizio attivo nel 1930, Birdwood fece un tentativo per divenire Governatore Generale dell'Australia puntando sulla reputazione che di lui aveva il re ed il governo britannico, ma il primo ministro australiano James Scullin ebbe la meglio ad insistere nel nominare l'australiano Sir Isaac Isaacs. Giorgio V si sentì costretto a questa nomina e non fu mai felice. Nella nomina ufficiale al posto del tradizionale "Il re ha il piacere di nominare..." stava inscritto "Il re ha nominato Sir Isaac Isaacs". Questa sottigliezza apparentemente trascurabile, ad ogni modo, portò ad un incidente diplomatico ma non mancò di rimarcare come ormai l'Australia si dimostrasse sempre più indipendente dalla madrepatria britannica.
Il 20 aprile 1931 Birdwood venne nominato Master of Peterhouse, incarico da cui si dimise nel 1938. Uno degli edifici del college di Cambridge ha preso il suo nome.
Birdwood morì ad Hampton Court il 17 maggio 1951 e venne sepolto nel cimitero di Twickenham con pieni onori militari. Il suo bastone da maresciallo si trova oggi all'Australian War Memorial.